# 대한검도회
대한검도회(大韓劍道會, Korea Kumdo Association, KKA)는 대한민국의 검도 종목 행정을 총괄하는 스포츠 행정 기구이다. 국민체력 향상 및 우수한 검도인 양성, 국민문화 발전 기여를 목적으로 설립된 대한민국 문화체육관광부 소관의 사단법인이다. 1948년 6월 13일에 '대한검사회'라는 명칭으로 설립되었으며, 1953년 11월 20일에 '대한검도회'로 명칭을 변경했다. 2016년 3월 1일에 전국검도연합회와 통합했다.

## 연혁
- 1948년: 대한검사회 창립 (임시회장 : 강낙원)
- 1953년: 대한검도회 창립 (초대 회장 : 이익흥)
- 1969년: 제4회 국제사회인검도대회 개최 (서울)
- 1970년: 국제 검도 연맹 가입
- 1974년: 검도회보 창간
- 1975년: 제7회 국제사회인검도대회 개최 (서울)
- 2003년: 대한검도회 창립 50주년 기념 책자 《검도 50년사》 발간

## 산하 단체
- 한국실업검도연맹
- 한국사회인검도연맹
- 한국대학검도연맹
- 한국중고등학교검도연맹
- 한국초등학교검도연맹

## 참고 문헌
- 〈대한검도회〉. 《한국민족문화대백과사전》. 한국학중앙연구원.
- 〈대한검도회〉. 《두피디아》. 두산.
- 〈대한검도회〉. 《네이버 기관단체사전》. 굿모닝미디어.
- 이태신 (2000년 2월 25일). 〈대한검도회〉. 《체육학대사전》. 민중서관.
- “대한체육회 회원종목단체 경영공시”. 대한체육회.

## 같이 보기
- 전국검도연합회
- 대한장애인검도회